# Tony Nappo
Antonio Nappo, detto Tony (Scarborough, 22 febbraio 1968), è un attore canadese.

## Biografia
Nato a Scarborough da genitori di origini italiane. Frequentò l'Università di Toronto per due anni prima di trasferirsi all'Accademia americana di arti drammatiche a New York dove si diplomò nel 1991.

## Filmografia

### Cinema
- The Donor, regia di Damian Lee (1995)
- Angeli Armati (Men with Guns), regia di John Sayles (1997)
- Meglio del cioccolato (Better than Chocolate), regia di Anne Wheeler (1999)
- Compagnie pericolose (Knockaround Guys), regia di Brian Koppelman e David Lenien (2001)
- Chi è Cletis Tout? (Who is Cletis Tout?), regia di Chris Ver Wiel (2001)
- Four Brothers - Quattro fratelli (Four Brothers), regia di John Singleton (2005)
- Saw II - La soluzione dell'enigma (Saw II), regia di Darren Lynn Bousman (2005)
- La terra dei morti viventi (Land of the Dead), regia di George A. Romero (2005)
- Homie Spumoni - L'amore non ha colore (Homie Spumoni), regia di Mike Cerrone (2006)
- This Beautiful City, regia di Ed Gas’s-Donnelly (2007)
- Saw IV, regia di Darren Lynn Bousman (2007)
- Saw V, regia di Darren Lynn Bousman (2008)
- Killshot, regia di John Madden (2008)
- L'incredibile Hulk (The Incredible Hulk), regia di Louise Leterrier (2008)
- Jumper - Senza confini (Jumper), regia di Doug Liman (2008)
- Hank and Mike, regia di Matthiew Klinck (2008)
- Shark City, regia di Dan Eisen (2009)
- Defendor, regia di Peter Stebbings (2009)
- The Dogfather, regia di Richard Boddington (2010)
- Unrivaled, regia di Warren P. Sonoda (2010)
- Mother's Day, regia di Darren Lynn Bousman (2010)
- Beat Down, regia di Deanne Foley (2012)
- Empire of Dirt, regia di Peter Stebbings (2013)
- The Husband, regia di Bruce McDonald (2013)
- Stag, regia di Brett Heard (2013)
- Tru Love, regia di Shauna MacDonald e Kate Johnston (2013)
- The Colossal Failure of the Modern Relationship, regia di Sergio Navaretta (2014)
- Cheese, regia di Hannah Cheesman (2014) - cortometraggio
- Born to Be Blue, regia di Robert Budreau (2015)
- The Rainbow Kid, regia di Kire Paputts (2015)
- Qualcuno salvi il Natale (The Christmas Chronicles), regia di Clay Kaytis (2018)
- The Go-Getters, regia di Jeremy Lalonde (2018)
- All'ombra della luna (In the Shadow of the Moon), regia di Jim Mickle (2019)
- From The Vine, regia di Sean Cisterna (2019)
- Akilla's Escape, regia di Charles Officer (2020)

### Televisione
- F/X (F/X: The Series) - Serie TV (1996-1998)
- Martin and Lewis, regia di John Gray (1997) - Film TV
- Alla corte di Alice (This Is Wonderland) - Serie TV (2004-2006)
- The Gathering - Serie TV (2007)
- Disposta a tutto (Wisegal), regia di Jerry Ciccoritti (2008) - Film TV
- Defiance - Serie TV (2013-2015)
- Private Eyes - Serie TV (2016-in corso)
- Ragione o sentimento (Lead with Your Heart), regia di Bradley Walsh (2015)
- Bad Blood - Serie TV (2017-in corso)
- Zombies, regia di Paul Hoen (2018) - Film TV
- Her Stolen Past, regia di Penelope Buitenhuis (2018) - Film TV
- All'ombra della luna (In the Shadow of the Moon) - Serie TV (2019)
- Northern Rescue - Serie TV (2019)
- New Eden - Serie TV (2019-in corso)
- Zombies 2, regia di Paul Hoen (2020) - Film TV
- Strays - Serie TV (2021-in corso)
- Ginny & Georgia - serie TV, 8 episodi (2025)

### Doppiatore
- Fugget About It - Sitcom animata (2012-2016)

## Doppiatori italiani
Nelle versioni in italiano delle opere in cui ha recitato, Tony Nappo è stato doppiato da:
- Nino Prester in Chi è Cletis Tout?[4]
- Mauro Magliozzi in Four Brothers - Quattro fratelli[5]
- Sergio Lucchetti in Saw II - La soluzione dell'enigma[6]
- Stefano Mondini in Born to Be Blue[7]
- Gianpaolo Caprino ne All'ombra della luna[8]
- Dario Oppido in Private Eyes
- Luca Violini in Bad Blood[9]
- Dario Oppido in Northern Rescue[10]
- Massimo Bitossi in Ginny & Georgia

Da doppiatore è stato sostituito da:
- Domenico Strati in Tom Clancy's The Division, Tom Clancy's The Division 2